# Tropidophora semilineata
Tropidophora semilineata là một loài động vật chân bụng in the Pomatiidae. Nó là loài đặc hữu của Mayotte.